# 大竹タクシー
有限会社大竹タクシー（おおたけタクシー）は、広島県大竹市に本社を置くタクシー・バス事業者である。
一般タクシーのほか、路線バス・貸切バスの運行も行っている。

## 沿革
- 1941年 - 創業
- 2009年10月26日 - コミュニティバス「おおたけ幹線バス」運行開始。

## 本社及び営業所
- 本社
  - 広島県大竹市西栄1丁目20-16

## 路線バス
以下の路線バスを運行している。
坂上線
- 岩国市生活交通バスの美和地域の路線に含まれており、大竹市と岩国市（合併前は美和町）との共同運行バスとして運行されている。

※詳細は『岩国市生活交通バス』の項を参照
こいこいバス　※詳細は『おおたけ幹線バス』の項を参照

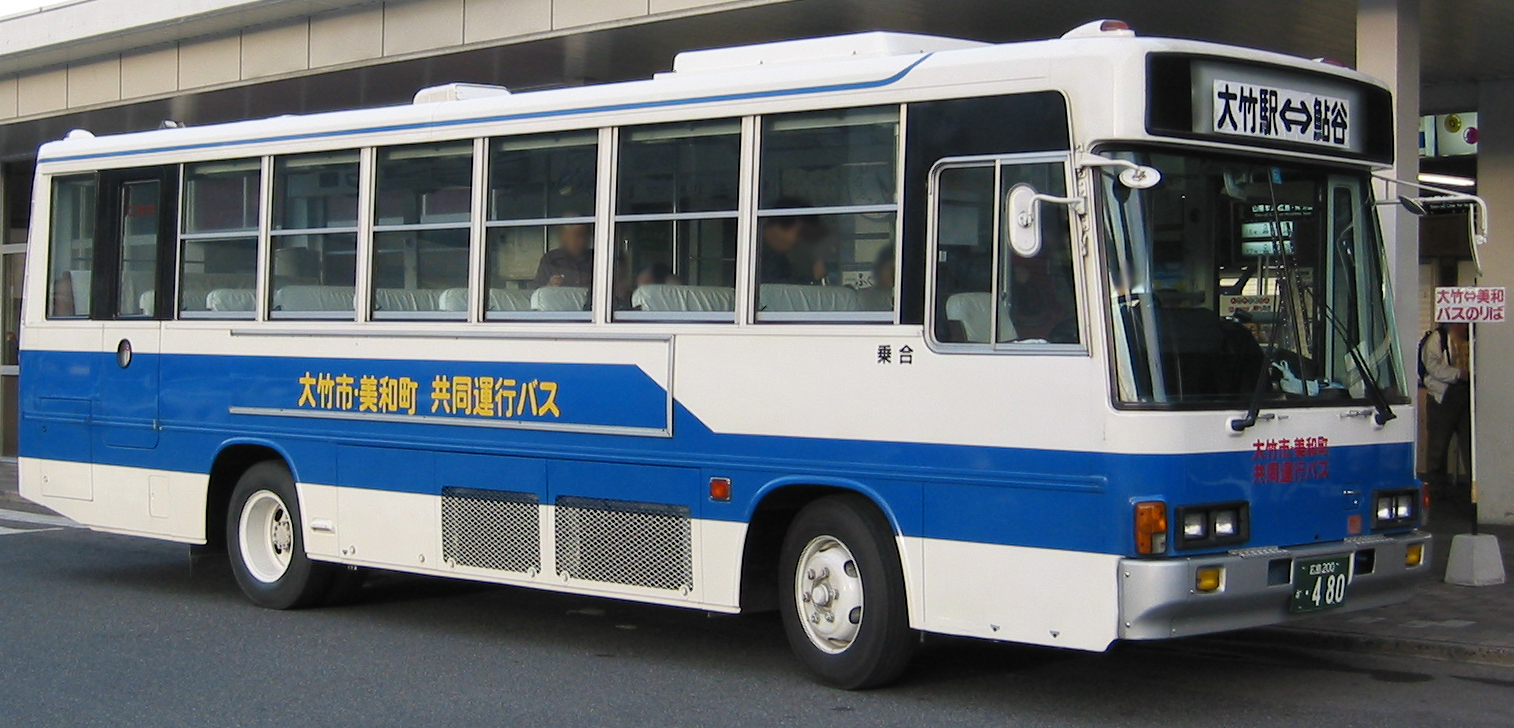
坂上線の車両（2002年、当時は大竹市・美和町共同運行バス）

さかえまちぐるりんバス